# Lac Cadillac
Pour les articles homonymes, voir Cadillac.
Le lac Cadillac est un plan d'eau douce situé principalement dans la municipalité de Rivière-Héva, dans la municipalité régionale de comté (MRC) de La Vallée-de-l'Or, dans la région administrative de l'Abitibi-Témiscamingue, au Québec, au Canada.
La foresterie s’avère la principale activité économique du secteur ; les activités récréotouristiques arrivent en second.
Annuellement, la surface du lac est généralement gelée de la mi-novembre à la fin avril, néanmoins, la période de circulation sécuritaire sur la glace est habituellement de la mi-décembre à la mi-avril.

## Géographie
Les bassins versants voisins du lac Cadillac sont :
- côté Nord : lac Kapitagama, lac Preissac, ruisseau Séguouin ;
- côté Est :rivière Cadillac, lac Malartic, rivière Harricana ;
- côté Sud : rivière Héva, Petite rivière Héva ;
- côté Ouest : lac Preissac, lac Chassignolle.

Le lac Cadillac est alimenté par la rivière Cadillac et le cours d’eau Noël. L’embouchure du lac est située au Nord-Ouest. Une grande presqu'île rattachée à la rive Sud s'avance vers le Nord et sépare le lac Cadillac avec la Baie Kewagama du lac Preissac (situé du côté Ouest de la presqu’île). Le lac Cadillac comporte environ 28 petites îles dont cinq sont plus importantes.
L’embouchure du lac Cadillac est situé à 55,4 km au Nord-Est de la ville de Rouyn-Noranda ; à 41,8 km au Nord-Ouest de la ville de Val-d’Or ; à 8,8 km au Nord-Ouest du village de Rivière-Héva.
Le lac Cadillac est situé dans le canton Cadillac qu'il occupe en grande partie. Le lac Cadillac fait partie du versant ouest de la ligne de partage des eaux avec le lac Malartic lequel est plutôt intégré au bassin versant de la baie James, via la rivière Harricana.
Le lac Cadillac fait partie d'un ensemble de plans d'eau interconnectés (altitude : 291 m) : lac Fontbonne, lac Chassignolle, lac Kapitagama et lac Preissac. Ce dernier se déverse par sa rive Nord-Ouest dans la rivière Kinojévis, un affluent de la rive Nord de la partie supérieure de la rivière des Outaouais.

## Toponymie
Dans le territoire de la ville de Rouyn-Noranda, le terme « Cadillac » de réfère à un secteur (ex-municipalité), à un canton, et à une rue. Ailleurs, au Québec, ce terme se réfère aussi à une rivière, un lac, des noms de rues, une station de métro (à Montréal).
L'hydronyme "lac Cadillac" a été officialisé le 5 décembre 1968 à la Commission de toponymie du Québec, soit à la création de la Commission.